# Windows 9x
Unter den Bezeichnungen Windows 9x (abgekürzt auch Win9x) oder auch Windows-9x-Reihe werden die folgenden Betriebssysteme des Softwareunternehmens Microsoft für die 32-Bit-x86-Architektur (auch IA-32 bzw. i386) zusammengefasst:
- Microsoft Windows 95
  - Windows 95
  - Windows 95a (OEM Service Release 1)
  - Windows 95b (OEM Service Release 2 und 2.1)
  - Windows 95c (OEM Service Release 2.5)
- Microsoft Windows 98
  - Windows 98
  - Windows 98 Second Edition (Zweite Ausgabe) oder kurz Windows 98 SE
- Microsoft Windows Millennium Edition (Jahrtausend-Ausgabe) oder kurz Windows Me

## Weitere Details
Unter Windows 9x sind alle MS-DOS-basierten Windows-Betriebssysteme nach Windows 3.x zusammengefasst. Im Gegensatz zu Windows 3.x hat die Windows-9x-Reihe eine tief in den Kernel integrierte 32-Bit-Erweiterung, die auch die Win32-API bereitstellt. Windows 9x unterstützt für 32-Bit-Anwendungen präemptives Multitasking und zur Kompatibilität mit Windows 3.x für 16-Bit-Anwendungen kooperatives Multitasking. 32-Bit-Prozesse besitzen jeweils eigene virtuelle Adressräume (Speicherschutz), jedoch ohne konsequenten Speicherschutz, um mit Anwendungen kompatibel zu bleiben, die die Hardware direkt ansprechen.
Insbesondere bei Aufzählungen von mehreren Betriebssystemen (z. B. auf einer Software-Verpackung oder im Internet) wird die Kurzschreibweise Windows 9x stellvertretend für die oben genannten Betriebssysteme verwendet. Der Begriff ist hergeleitet von den Namen, die bis auf eine Ausnahme mit einer Neun beginnen – Windows Me, das aus diesem Schema ausschert, ist wegen seiner technischen Verwandtschaft zu den anderen Versionen dennoch ein Teil der Windows-9x-Reihe.
In allen früheren Versionen von Windows wurden die Versionsnummern auch im Produktnamen genutzt, doch seit Windows 9x tragen mehrere Windows-Betriebssysteme Namen, die mit der Versionsnummer nur wenig zu tun haben. Diese lauten beispielsweise Windows 2000 (Windows-NT-Version 5.0), Windows XP (NT-Version 5.1), Windows Vista (NT-Version 6.0), Windows 7 (NT-Version 6.1) und Windows 8/8.1 (NT-Version 6.2/6.3). Diese Praxis wurde 2015 mit Windows 10 einmalig ausgesetzt, als die Versionsnummer 10 (und somit die Versionen 7 bis 9 überspringend) auch für den Windows-NT-Kernel übernommen wurde. Windows 11 verblieb intern NT-Version 10. Die intern vergebenen Versionsnummern in der 9x-Reihe sind 4.0 bei Windows 95, 4.1 bei Windows 98 und 4.9 bei Windows Me.
| Erscheinungsjahr | Produktname                | Interne Versionsnummer | MS-DOS-Version                                      | MS-DOS-Version | MS-DOS-Version | Übliche Kurzbezeichnungen                                 |
| ---------------- | -------------------------- | ---------------------- | --------------------------------------------------- | -------------- | -------------- | --------------------------------------------------------- |
| 1995             | Windows 95                 | 4.00.950               |                                                     | 7.00           |                | Windows 95 oder Win95                                     |
| 1996             | Windows 95a                | 4.00.950A              | Windows 95A (auch 95a) oder Win95A (Win95a), OSR1   | 7.00           |                |                                                           |
| 1996/1997        | Windows 95b                | 4.00.950B              |                                                     | 7.10           |                | Windows 95B (auch 95b) oder Win95B (Win95b), OSR2, OSR2.1 |
| 1997             | Windows 95c                | 4.00.950C              | Windows 95C (auch 95c) oder Win95C (Win95c), OSR2.5 | 7.10           |                |                                                           |
| 1998             | Windows 98                 | 4.10.1998              |                                                     | 7.10           |                | Windows 98 oder Win98                                     |
| 1999             | Windows 98 Second Edition  | 4.10.2222              | Windows 98SE oder Win98SE                           | 7.10           |                |                                                           |
| 2000             | Windows Millennium Edition | 4.90.3000              |                                                     | 8.00           |                | Windows ME oder WinME, Windows Me oder WinMe              |

Gebräuchliche Zusammenfassungen der Betriebssysteme waren etwa „Windows 95/98/Me“ (was üblicherweise die Zweite Ausgabe von Windows 98 inkludiert) oder „Windows 95/98/98SE/Me“. Wenn eine Einschränkung notwendig war, wurde diese zur Unterscheidung dementsprechend anders zusammengefasst; wenn beispielsweise etwas ab Windows 98 Zweite Ausgabe gilt, dann wurde „Windows 98SE/Me“ geschrieben, oder wenn etwas für Windows 95 bis 95b gilt, „Windows 95/95a/95b“. Die Schreibweise „Windows 9x“ beinhaltet – wie auch „Windows 95/98/Me“ – alle Versionen, einschließlich Windows 98 Zweite Ausgabe und Windows Me.
Ein weiterer Unterschied zu den Vorgängern bis Windows 3.x ist, dass in jedem Windows 9x eine angepasste Version von MS-DOS enthalten ist. Microsoft wollte dem Benutzer beim Erscheinen von Windows 95 suggerieren, MS-DOS sei ein Teil von Windows und existiere nicht mehr eigenständig. Allerdings sind diese MS-DOS-Versionen auch ohne Windows vollständig lauffähig. Erst bei Windows Me kann MS-DOS standardmäßig nur noch in einem Programmfenster ausgeführt werden, mit einem Trick lässt sich allerdings der herkömmliche Real Mode, und damit MS-DOS 8.0, wieder aktivieren. Intern tragen diese DOS-Versionen die Versionsnummern 7.0, 7.1 und 8.0.
Beim Einsatz von USB-Massenspeicher war unter Windows 95 und 98 jeweils ein einzelner, für jedes USB-Gerät separater Treiber erforderlich, da im Betriebssystem noch kein generischer Treiber von Microsoft enthalten war. Für Windows 98 gab es schließlich auch generische Treiber von Drittherstellern, die damit auch unterschiedliche Speichermedien mit nur einem einzigen Treiber unterstützten.

## Sonstiges
Bei der Vorstellung von Windows 10 im Jahr 2014 gab es zahlreiche Diskussionen und diverse Theorien, warum eine Versionsnummer übersprungen wurde, denn Windows 10 folgt auf Windows 8.1 und basiert wie dieses auf der Windows-NT-Linie. Eine der Spekulationen über den Grund dafür war die Annahme, dass zahlreiche bestehende Windows-Programme eine Abfrage zur Prüfung auf Kompatibilität mit der laufenden Windows-Version enthalten könnten, die nach der Zeichenkette „Windows 9“ sucht. Die Programme würden somit annehmen, sie liefen auf Windows 95, 98 oder 98 Zweite Ausgabe, was zu gravierenden Kompatibilitätsproblemen führen würde.